# Južni Sudan
Južni Sudan (eng. Republic of South Sudan)je afrička država nastala podjelom Sudana na sjeverni i južni. Na sjeveru graniči sa Sudanom, na istoku s Etiopijom, na jugoistoku s Kenijom, te s Ugandom na jugu. Na jugozapadu graniči s Demokratskom Republikom Kongo, a sa Srednjoafričkom Republikom na zapadu. Južni Sudan većim se dijelom nalazi u močvarnoj regiji Sudd gdje prolazi tok Bijelog Nila. Regija Sudd se lokalno naziva i Bahr al Jabal. Južni Sudan nema izlaz na more. Rijetko je naseljen, a većina stanoviništva živi u najveća tri grada Jubi, Wauu i Malakalu. Neovisnost je stekao na referendumu na kojem se više od 98% izjasnilo za neovisnost 9. siječnja 2011. godine. Južni Sudan je siromašna zemlja, u kojoj gotovo trećina stanovništva živi ispod granice siromaštva.

## Povijest
Na jugu Sudana žive razna afrička plemena o čijoj se povijesti malo zna do 19. stoljeća. U 19. st. je tim prostorom vladao Egipat koji je bio pod britanskom vlašću, te su Britanci imali stvarnu kolonijalnu vlast iako je ona formalno pripadala Egiptu. Britanci su podržavali vlast Arapa, a jug su prepustili kršćanskim misionarima i nisu mnogo u njega ulagali.
Sudan je 1956. postao neovisna država. Na vlasti su bili muslimanski Arapi koji čine većinu na sjeveru države, ali su na jugu nametali islamske zakone koje kršćansko i islamsko stanovništvo nije moglo prihvatiti. Zbog toga je ubrzo nakon proglašenja neovisnosti na jugu buknuo ustanak koji se pretvorio u dva dugotrajna i krvava građanska rata. Nakon završetka posljednjeg rata 2005. se stanje smirilo iako i dalje ima provokacija (posebno nakon pogibije prvog predsjednika Južnog Sudana Johna Garanga 2005.).
Južni Sudanci su se kroz povijest osjećali zapostavljeni od središnje sudanske vlasti kojom dominiraju arapski muslimani koji žive na sjeveru Sudana. Zbog toga su u tom prostoru vođena dva građanska rata (prvi 1955. – 1972., a drugi 1983. – 2005.). Posljednji građanski rat je završen mirovnim sporazumom prema kojem je sudanski jug dobio veliku samoupravu i pravo da se za 6 godina izjasni o potpunoj neovisnosti. Referendum o neovisnosti se održao 9. siječnja 2011. godine.
Referendum se održavao od 9. do 15. siječnja 2011. godine, a rezultat je bio 98,83% glasova za izdvajanje. Predsjednik Sudana Omar al-Bašir je prihvatio rezultate i izdao republički dekret o ishodu referenduma. Južni Sudan je postao neovisnim 9. srpnja 2011. 23. siječnja 2011. su članovi upraviteljskog odbora izjavili izvjestiteljima da će država nositi ime "Republika Južni Sudan" (eng. Republic of South Sudan) "zbog familijarnosti i pogodnosti." Ostala imena koja se razmatralo su bila Azanija, Nilska Republika, Kuška Republika (pozivajući se na drevno biblijsko kraljevstvo Kuš) te Juwama, prema prvim slogovima eng. imena triju najvažnijih gradova u Južnom Sudanu Juba (čit. Džuba), Wauu i Malakalu. 14. srpnja Južni Sudan je postao država članica Ujedinjenih naroda.
15. prosinca 2013. predsjednik Salva Kiir Mayardit je optužio bivšeg potpredsjednika Riek Machar za pokušaj državnog udara. 

## Zemljopis
Južni Sudan je vrlo rijetko naseljeno i pretežno močvarno savansko područje. Glavna tekućica je Bijeli Nil koji se zbog malog nagiba terena razlijeva u bezbrojne rukavce i čini jednu od najvećih svjetskih močvara Sudd. Sudd je vrlo teško prohodno močvarno područje koje je uvijek kroz povijest činilo prometnu barijeru i bilo nepogodno za naseljavanje i gospodarsko iskorištavanje. Osim Bijelog Nila u Južnom Sudanu postoje brojne manje rijeke (Pibor, Bahr al-Arab, Bahr el Ghazal). Na krajnjem jugu postoje ogranci Istočnoafričkog visočja s najvišim vrhom Kinyeti.
Najveći grad, gospodarski centar i glavni grad Južnog Sudana je Juba. Ostali veći gradovi su Malakal, Rumbek, Wau, Torit, Bor i Bentiu.
Na istoku graniči s Etiopijom, Kenijom, Ugandom i DR Kongom na jugu, Srednjoafričkom Republikom na zapadu te sa Sudanom na sjeveru.
Južni Sudan je velikim dijelom pusto močvarno područje Sudda koje tvori Bijeli Nil (mjesnog imena Bahr al Jebel).

## Savezne države
Sastoji se od 10 država: Središnja Equatoria, Istočna Equatoria, Jonglei, Jezera, Sjeverni Bahr el Ghazal, Unity, Gornji Nil, Warrap, Zapadni Bahr el Ghazal, Zapadna Equatoria, koje su podieljene u tri povijesne regije:
Bahr el Ghazal
1. Sjeverni Bahr el Ghazal
2. Zapadni Bahr el Ghazal
3. Jezera
4. Warrap

Equatoria
1. Zapadna Equatoria
2. Istočna Equatoria
3. Središnja Equatoria

Veliki Gornji Nil
1. Jonglei
2. Unity
3. Gornji Nil

Deset saveznih zemalja podijeljeno je u 86 županija.
Abyei, trenutačno ima status posebne administrativne jedinice u Južnom Sudanu i njome upravlja vlastita uprava. Graniči s tri savezne države: Sjeverni Bahr el Ghazal, Unity i Warrap. Ima poseban status zbog toga što ju je, nakon održanog referenduma o neovisnosti Južnoga Sudana, okupirala Sudanska vojska, a situacija i dalje nije riješena.

## Stanovništvo
Najveće etničke skupine su: Dinka, Kakwa, Bari, Azande, Šiluki, Kuku, Murle, Mandari, Didinga, Ndogo, Anuak, Bongo, Lango, Dongotono, Acholi.

## Religija
Većina stanovnika su kršćani, ponajviše katolici i pripadnici animističke vjere.

## Politika

### Vlada
I prije samog stjecanja neovisnosti Parlament Južnog Sudana je ratificirao tzv. prijelazni Ustav, koji je stupio na snagu u vrijeme predsjedničkih izbora. Nakon ratificiranja država je bila zabrinuta zbog predsjedničkih izbora koji su se održavali u zemlji.Pobjednik izbora, Salva Kiir Mayardit potpisao je Ustav na dan neovisnosti i time je Ustav stupio na snagu čime je izbjegnuta Ustavna kriza, čije bi posljedice mogle znatno otežati položaj novonastale zemlje. Prema Ustavu Južni Sudan ima mješoviti polupredsjednički sustav na čelu s predsjednikom države, koji je šef države, šef vlade i glavni zapovjednik oružanih snaga. Također predsjednik države je i ujedno predsjednik Zakonodavne skupštine i Vijeća država.
John Garang ,osnivač SPLA/M-a,bio je prvi predsjednik autonomne vlasti sve do svoje smrti 30. srpnja 2005. Salva Kiir Mayardit, njegov zamjenik, položio je prisegu kao prvi potpredsjednik Sudana i predsjednik Vlade Južnog Sudana.  11. kolovoza 2005. godine kao potpredsjednika Vlade imenovao je Rieka Machara. Zakonodavna vlast je povjerena Vladi i zakonodavnoj skupštini. Južnosudanski Ustav predviđa neovisno sudstvo, čiji je najveći organ Vrhovni sud.

### Razvijanje sposobnosti države
Stjecanje neovisnosti Južnoga Sudana izazvalo je među dijelom stanovništva Sudana nezadovoljstvo. Iako je predsjednik Sudana Omar al-Bašir priznao južnosudansku noevisnost i potvrdio njeno odvajanje od Sudana, vršio je pritisak na novonastalu državu. Naime, nakon neovisnosti u Južnome Sudanu su su održali izbori, koji su rezultirali pobjedom Salve Kiira Mayardita. Iako je bio i pod pritiskom Ujedinjenih Naroda, zbog nužnih reforma koje je Južni Sudan trebao, predsjednik je u svega nekoliko mjeseci uspostavio pravosudni sustav i proveo prve reforme. Vlada Južnog Sudana je provela značajan uspjeh u izgradnji vlastite sposobnosti kroz razvoj integriranog sustava za planiranje i pripremu proračuna. To je postignuto dobrim vodstvom Ministarstva financija, jakog tehničkog vodstva i podrške lokalne zajednice i samouprave. Kao rezultat Vlada je preuzela kontrolu nad financijskim poslovanjem, smanjila Porez na dodanu vrijednost (PDV), te smanjila stopu kriminaliteta i sive ekonomije.